# Letgallia
La Letgallia, nota anche come Letgalia (in letgallo: Latgola; in lettone: Latgale; in polacco: Łatgalia; in tedesco: Lettgallen; in russo Латгалия?, Latgalija), è una delle quattro regioni storico-culturali della Lettonia. È situata nella parte orientale del territorio a nord del fiume Daugava. Mentre la Lettonia è tradizionalmente di religione luterana, la Letgallia è a maggioranza cattolica.
Nella regione risiede una consistente percentuale di popolazione di etnia russa, in particolare nella città di Daugavpils, una minoranza di bielorussi e una significativa comunità di polacchi. La regione aveva una vasta comunità ebraica quasi completamente cancellata dall'Olocausto e da successive emigrazioni. 
La Letgallia è una delle regioni più povere d'Europa e, contrariamente al resto della Lettonia, la popolazione dell'area ha espresso voto negativo all'adesione all'Unione europea.

## Nome
Storicamente, sono state usate diverse forme del nome Letgallia.
- Altri nomi della regione includono Lettigallia, Latgallia e Latgola.
- Le persone sono chiamate latgalieši in lettone (come distinto da latgaļi, che si riferisce all'antica tribù, anche se alcuni latgaliani moderni preferiscono latgaļi). Sono talvolta indicati come čangaļi (a volte dispregiativo - il riferimento è a un romanzo, e i letgalli spesso chiamano gli altri lettoni "čiuļi"). Il termine latgalieši risale solo all'inizio del XX secolo, e prima di allora i letgalli erano a lungo indicati come lettoni o inflantiani (latgaliano: latvīši, inflantīši).

Dal 2004, l'uso della lingua letgalla è stato oggetto del più grande sondaggio e studio sociolinguistico/etnolinguistico d'Europa, condotto dalla Rēzekne Augstskola e dal Centre d'Étude Linguistiques Pour l'Europe.
Nel 2011, 97.600 persone nella regione parlavano il lettone, che è una forma standardizzata delle varietà locali del dialetto alto lettone.

## Storia
In origine la Letgallia era popolata dai letgalli, una tribù baltica che si insediò nei territori dei finni mescolandosi in seguito con le popolazioni slave. La lingua parlata era il latgallico che è stato la base del lettone. La lingua è tuttora parlata da parte della popolazione ed è stata standardizzata una sua forma scritta separata dalla lingua statale. 
Nell'epoca compresa fra il X e il XII secolo la Letgallia era parte degli stati di Jersika, Atzele e Tālava; il territorio della Letgallia comprendeva delle aree che oggi fanno parte della Livonia (Vidzeme) e della Russia. Nel XIII secolo l'area fu conquistata dall'Ordine di Livonia e incorporata nella Livonia.
Nel 1561 la Letgallia fu annessa alla Polonia, con il trattato di Oliva, infatti gran parte della Livonia fu ceduta  alla Svezia ma la parte di Livonia che comprendeva la Letgallia era rimasta alla Polonia, quest'area venne chiamata Inflantia. In questo periodo la lingua venne influenzata dal polacco e si evolse in modo separato dal lettone parlato in altre parti del paese. 
Nel 1772 la Letgallia entrò a far parte dell'Impero russo e nel 1831 iniziò un periodo di russificazione nel corso del quale l'uso della lingua latgalliana fu proibito. Il divieto fu sospeso nel 1904 e iniziò un periodo di risveglio nazionalista. Diversi personaggi pubblici della Letgallia, in occasione del congresso di Rezekne (1917) si schierarono a favore della riunificazione con il resto della Lettonia che avvenne nel 1920.
Dopo l'occupazione da parte dell'Unione Sovietica nel 1940 i villaggi più orientali del distretto di Abrene furono annessi e fanno tuttora parte della Russia.
In Letgallia è stata da poco ultimata la più grande inchiesta sociolinguistica e etnolinguistica d'Europa, condotta dalla Rēzeknes Augstskola e dal Centre d'Études Linguistiques pour l'Europe.